# Рюмин, Василий Гаврилович (писатель)
Василий Гаврилович Рюмин (1807 — 14 марта 1848, Лозанна) — русский писатель, прозаик, отец Габриэля Рюмина.

## Биография
Был младшим сыном в семье винного откупщика Гаврилы Васильевича Рюмина (1752—1827).
В 1817—1821 годах воспитывался в Московском Университетском Благородном пансионе, который Окончил пансион с золотой медалью.
В 1822 поступил в Московский университет. После окончания Московского университета Василий обнаружил отличные способности, главным образом, литературные. Однако литературные экзерсисы Василия, судя по всему, были не более чем кратковременным юношеским увлечением, не получившим дальнейшего развития. В более зрелом возрасте интересы Рюмина неожиданно меняются.
В 1830 годы он состоит уже не только в литературном, а в Императорском Московском обществе сельского хозяйства и Обществе улучшенного овцеводства.
Надворный советник.
После смерти отца, переведя более двух тысяч принадлежавших ему крестьян в свободные хлебопашцы, переехал жить в Швейцарию с женой Екатериной Александровной (урожденной княжной Шаховской), где родились их сыновья — Гавриил (1841) и Юлий (12.04.1842). Скончался от «телесного расслабления» в 1848 году в Лозанне, где и был похоронен. 

## Некоторые сочинения
- «Страсть к похвале. Из Томаса»
- «О строении языка. Из Блера» (1820)
- «О мнении. Из Вейса» (1821)
- «О причинах заблуждений, рассуждение из класса философии», Москва, 1821